# Эскадренные миноносцы типов S и T
Эскадренные миноносцы типов «S» и «T» — тип эскадренных миноносцев, состоявший на вооружении Королевских ВМС Великобритании в период Второй мировой войны. Заказ на 16 кораблей типов «S» и «T» был выдан в 1941 году в рамках «Чрезвычайной военной программы» (поэтому корабли этого типа называли «5-я и 6-я чрезвычайные флотилии»), два из них ещё в ходе постройки были переданы ВМФ Норвегии. Вошедшие в строй в 1943—1944 годах эсминцы участвовали в боевых действиях в Арктике, Средиземном море и Тихом океане (в том числе боях у Нордкапа и в Малаккском проливе), два корабля были потеряны — «Свифт» и норвежский «Свеннер». После войны три эсминца типа S были переданы ВМС Нидерландов. Все 8 представителей типа T в 1950-х годах прошли конверсию в противолодочные фрегаты типов 15 и 16, списаны и проданы на слом в 1960-е, как и большинство эсминцев типа S.

## История создания и особенности конструкции

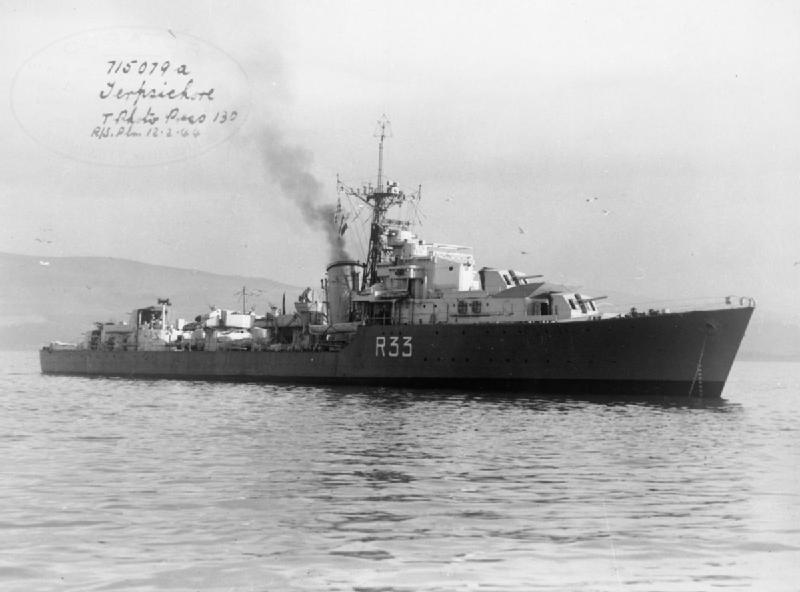
Эскадренный миноносец «Тепсихор» на якорной стоянке.

На 8 кораблях типа «S», заказанных в 1941 году, вместо традиционных счетвёренных 40-мм «пом-помов» установили новейшие спаренные 40-мм автоматы «бофорс-хаземайер» с радиолокационным управлением. К 1943 году Королевский флот признал, что один Бофорс был эквивалентен двум «пом-помам», поэтому два Бофорса были эквивалентны 4 «пом-помам». Кроме того, эсминцы вооружили 120-мм/45 орудиями в установках с увеличенным до 55° углом возвышения. Щит такой установки имел сильно скошенный лобовой лист, что вместе с клиперным форштевнем по типу довоенных «трайблов» придавало новым кораблям элегантный вид. Стандартное водоизмещение в сравнении с предыдущим типом немного увеличилось. Тип T от типа S отличался отсутствием арктического оснащения.

## Конструкция

### Архитектурный облик
Эсминцы этого типа отличались от «джервисов» новыми одноорудийными артиллерийскими установками главного калибра с бо́льшим углом возвышения. Внешне корпус новых эсминцев отличался от корпуса эсминцев типа J меньшим количеством иллюминаторов и формой форштевня — с большим углом наклона, как и у предвоенных эсминцев типа «Трайбл». Эсминцы имели, на притяжении большей части длины корпуса, одинарное дно. Так же эсминцы имели транцевую корму.

### Энергетическая установка

#### Главная энергетическая установка
Главная энергетическая установка повторяла применённую на типе «Джервис» и включала в себя два трёхколлекторных Адмиралтейских котла с пароперегревателями и два одноступенчатых редуктора, четыре паровых турбины Парсонса. Две турбины (высокого и низкого давления) и редуктор составляли турбозубчатый агрегат. Размещение ГЭУ — линейное. Котлы размещались в изолированных отсеках, турбины — в общем машинном отделении, при этом были отделены от турбин водонепроницаемой переборкой.
Рабочее давление пара — 21,2 кгс/см² (20,5 атм.), температура — 332 °C(630 °F).

#### Электропитание
Напряжение сети 220 V. Электричество вырабатывали два турбогенератора мощностью по 155 кВт. Были так же два дизель-генератора по 50 кВт и один мощностью 10 кВт.

#### Дальность плавания и скорость хода
Проектная мощность составляла 40 000 л. с. при частоте вращения 350 об/мин, что должно было обеспечить скорость хода (при полной нагрузке) в 32 узла, максимальная скорость при стандартном водоизмещении должна была составить 36 узлов.
Запас топлива хранился в топливных танках, вмещавших 615 тонн мазута, что обеспечивало дальность плавания 4675 миль 20-узловым ходом.

### Вооружение

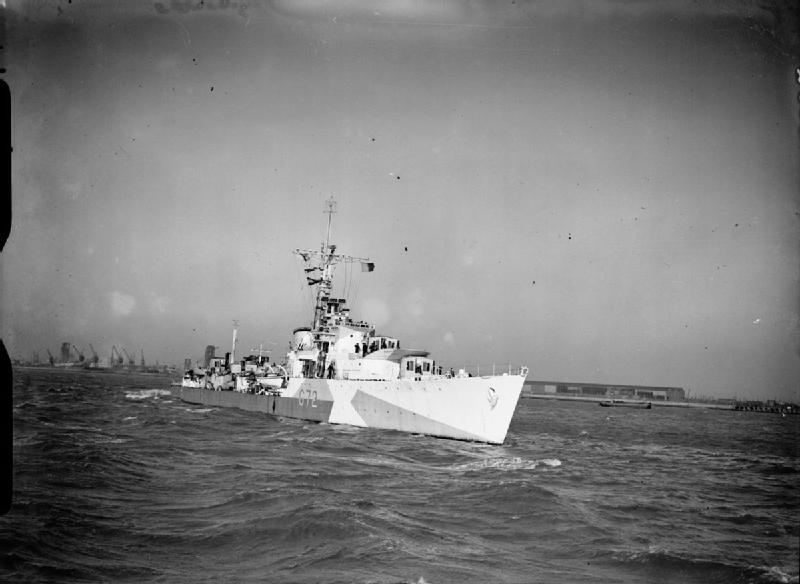
«Скопиен» выходит в море

Артиллерия главного калибра (ГК) у эсминцев типа Q: четыре 120-мм орудия Mark IX** с длиной ствола 45 калибров в установках CPXXII . Максимальный угол возвышения 55°, снижения 10°. Масса установки 11,77 тонны. Масса снаряда 22,7 кг, начальная скорость 807 м/с. Орудия наконец получили пружинный досылатель, они обладали скорострельностью 10 — 12 выстрелов в минуту. Боезапас включал в себя 250 выстрелов на ствол. «Сэвидж» был выбран для испытаний спаренной универсальной 114-мм башенной установки — первой в английском флоте, предназначенной для размещения на эсминце. На нём башней заменили две носовые палубные установки, а в двух одиночных кормовых установили орудия того же калибра. Боезапас составил 245 выстрелов на ствол.
Зенитное вооружение составляли 20-мм «эрликоны» и сдвоенный 40-мм «Бофорс» находившийся в средней части корпуса.
Боезапас «Бофорса» составлял 1400 выстрелов на ствол. Британцы считали, что «Бофорсы» как минимум в два раза эффективнее, чем собственные 2-фунтовые пушки, против торпедоносцев, но лишь ненамного лучше против камикадзе и пикировщиков.
На большинстве эсминцев стояли 4 сдвоенных 20-мм «эрликонов». Боезапас составлял 2400 выстрелов на ствол.
«Бофорсы» попали не на все корабли, на «Свифт», «Тепсихор» и «Сэвидж» установили по шесть спаренных «эрликонов», на «Скопиен» на место «бофорса» установили счетверённый «Пом-пом».
«Трубридж», «Тюмалт», «Тириан» и «Таскан» вместо «Бофорса» получили два одиночных «эрликона».
Все эсминцы оснащались визиром центральной наводки (ВЦН) с отдельным дальномером Mk II, предназначенным для управления огнём и по надводным, и по воздушным целям. Первые вступившие в строй оснащались универсальным радаром типа 286 и отдельной РЛС обнаружения воздушных целей типа 290. К концу 1943 года стандартным стал набор из станций типов 272 и 291, к концу войны—из универсального радара типа 285 и управляющего огнём «Бофорсов» типа 282.

#### Торпедное вооружение
Торпедное вооружение включало в себя два 533-мм четырёхтрубных торпедных аппарата Mk.VIII. Торпеды Mk IX, состоявшие на вооружении с 1939 года, имели максимальную дальность 11 000 ярдов (10 055 м) со скоростью 41 узел, имели начальную отрицательную плавучесть 332 кг. Боеголовка содержала 810 фунтов (367 кг) торпекса.
На «Тюмалт» вместо первого ТА установили две экспериментальные фиксированные торпедные трубы, сразу после вступления в строй они были сняты и заменены на штатный торпедный аппарат.

## Служба
Шесть эсминцев типа S изначально вошли в состав 23-й эскадры и в дальнейшем сопровождали арктические конвои в Советский Союз. «Саксес» и «Шак» при вступлении в строй были переданы ВМФ Норвегии и переименованы в «Сторд» и «Свеннер» соответственно.
Четыре эсминца типа S участвовали в уничтожении линкора «Шарнхорст» 26 декабря 1943 года. Около 18.50 «Сторд» (бывший «Саксес») и «Скопиен» на правой циркуляции выпустили по 8 торпед с дистанции 1650 и 1900 м. «Шарнхорст» резко повернул вправо, но три (две) торпеды всё же попали в немецкий линкор. Этим поворотом он подставил борт эсминцам «Сэвидж» и «Сумарес». Первый выпустил восемь торпед, а второй, сблизившись до 1600 м, попал под огонь уцелевших мелкокалиберных орудий правого борта и одной башни ГК германского корабля. Снаряды пробили на эсминце директор и дальномер, осколки изрешетили борт и надстройки, скорость «Сумареса» упала до 10 узлов. На эсминце погибли офицер и 10 матросов, 11 человек были ранены. Выпустив четыре торпеды, «Сумарес» отвернул, ставя дымовую завесу. Из двенадцати торпед три достигли цели. Из 1968 человек экипажа «Шарнхорста» спаслись только 36 матросов.
Восемь эсминцев типа T составляли 24-ю эскадру, действовавшую на Средиземном море. При этом 29 марта 1944 года «Тюмалт» участвовал в потоплении немецкой подлодки U-223, 18 мая «Тенейшес» и «Тамегант» вместе с «Лиддесдейлом» потопили U-453, а 19 сентября «Трубридж» и «Тепсихор» принудили к всплытию U-407, протараненную затем «Гарландом».

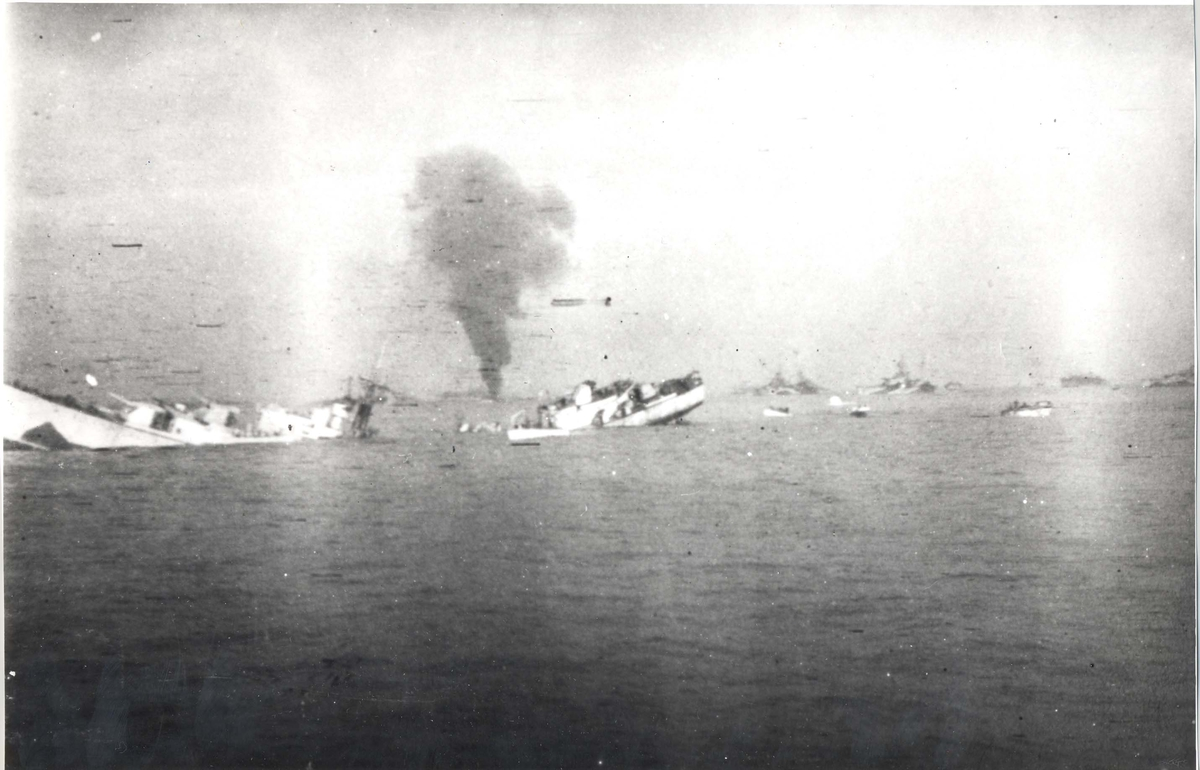
Тонущий после подрыва на мине «Свифт».

В Нормандской операции участвовали 7 эсминцев типа S (кроме «Сэвиджа»), при этом два было потеряно: «Свеннер» (бывший «Шак») 6 июня 1944 года в районе Гавра потоплен немецким торпедным катером, «Свифт» 24 июня подорвался на мине в районе устья Сены.
В начале 1945 года «Сумарес» в составе 26-й эскадры и все T-эсминцы перешли на Тихий океан. В ночь на 16 мая 26-я эскадра («Сумарес», «Верулам», «Виджилент», «Венус» и «Вираго») в рамках операции «Дюкдоум» атаковала идущий на Андаманские острова японский тяжёлый крейсер «Хагуро», потопив его тремя торпедами Mk IX. «Сумарес» при этом получил серьёзные повреждения от попаданий трёх 203-мм снарядов, были убиты двое членов экипажа эсминца.
22 октября 1946 года находившийся вместе с крейсерами «Маврикий» и «Линдер» и эсминцем «Воладж» в албанских территориальных водах (пролив Корфу) «Сумарес» был тяжело повреждён при подрыве на мине. Пытавшийся взять его на буксир «Воладж» также подорвался. Всего на эсминцах во время инцидента в проливе Корфу погибли 44 британских моряка и 42 были ранены, а вызванный им дипломатический конфликт продолжался до 1949 года.
После войны три корабля типа S были переданы ВМС Нидерландов, повреждённый при подрыве на мине в 1946-м «Сумарес» был списан в 1950-м, «Сэвидж» же прослужил до 1960 года. Все 8 эсминцев типа T в 1950-х годах были переоборудованы в противолодочные фрегаты типов 15 и 16, исключены из списков в 1965—1969 годах.

## Модернизации
Проектом предусматривалась возможность снятия кормового орудия для увеличения числа БМБ до 8 и запаса ГБ — до 120 шт., однако на практике к подобной мере не прибегали. Запас ГБ составлял − 70 штук. К началу 1944 года на всех кораблях типа Т «бофорсы» заняли своё штатное место.
К началу следующего года на «Тамегант», «Тюмалт» и «Таскан» «эрликоны» полностью заменили на одноствольные «бофорсы» (всего 1 × 2 и 5 × 1).
Семь эсминцев типа T в период с 1949 по 1954 годы на верфях Кардиффа, Вулстона, Розайта и Биркенхеда были переоборудованы в противолодочные фрегаты типа 16. Основным вооружением стали два старых трёхствольных 305-мм реактивных бомбомёта «Сквид», размещённых на надстройке. На эсминцах «Тизе», «Тепсихор» и «Тюмалт» мостик заменили на полностью закрытый, на других четырёх единицах он остался прежним. Артиллерийское вооружение стало включать спаренную 102-мм/45 установку Mk XIX, один спаренный (Mk V) и пять одиночных (Mk IX) 40-мм автоматов. Устанавливались РЛС обнаружения надводных целей типа 293Q, навигационная РЛС типа 974 и сонары типов 146, 147, 162 и 174. На кораблях оставался только один счетверённый 533-мм торпедный аппарат, также в 1955/56 годах на «Тепсихор» разместили две одиночные торпедные трубы (предположительно, для испытаний акустической торпеды Mk 20E), снятые годом позже.
В 1955—1957 годах «Трубридж» в Портсмуте прошёл радикальную конверсию в противолодочный фрегат типа 15. Проект «модернизации 15» предусматривал очень серьезные изменения — полубак продлевался почти до самой кормы, над ним надстраивались новые обтекаемые надстройки из алюминиевого сплава, полностью закрытый мостик получал помещения для боевого информационного поста с современным оборудованием. Вся артиллерия управлялась из собственного КДП. Бывший эсминец получил новые фок-мачту и надстройку, на которой размещались два трёхствольных 305-мм реактивных бомбомёта «Лимбо». Артиллерийское вооружение сводилось к спаренной 102-мм/45 установке Mk XIX и спаренному 40-мм автомату Mk V. Радиоэлектронное оборудование стало включать СУО MRS-1, РЛС обнаружения воздушных целей типа 293Q, РЛС обнаружения надводных целей типа 277Q, навигационную РЛС типа 974 и сонары типов 164, 170 и 174.
Создать противолодочную 533-мм самонаводящуюся торпеду «Биддер» англичанам не удалось, и большинство бывших эсминцев, превратившихся во фрегаты типа 15, остались без торпедного оружия вообще.

## Список эсминцев типа
| Номер вымпела | Название                     | Место постройки                            | Заложен    | Спущен на воду | Вошёл в строй | Судьба |
| ------------- | ---------------------------- | ------------------------------------------ | ---------- | -------------- | ------------- | --- |
| Подтип S      |                              |                                            |            |                |               | |
| G12           | Сумарес (англ. Saumarez)     | Верфь «Хотон Лесли», Ньюкасл-апон-Тайн     | 8.9.1941   | 20.11.1942     | 7.1943        | Разобран в 1950 году. |
| G20           | Сэвидж (англ. Savage)        | Верфь «Хотон Лесли», Ньюкасл-апон-Тайн     | 7.12.1941  | 24.9.1942      | 6.1943        | Разобран в 1962 году. |
| G07           | Скопиен (англ. Scorpion)     | Верфь «Кэммел Лэрд», Биркенхед             | 19.6.1941  | 26.8.1942      | 5.1943        | Передан Нидерландам в 1945 году, переименован в «Кортенар». Списан в 1961 году.                                                        |
| G01           | Скодж (англ. Scourge)        | Верфь «Кэммел Лэрд», Биркенхед             | 26.6.1941  | 8.12.1942      | 7.1943        | Передан Нидерландам в 1946 году, переименован в «Эвертсен». Списан 1961 году.                                                          |
| G94           | Серапис (англ. Serapis)      | Верфь «Скоттс», Гринок                     | 14.8.1941  | 25.3.1943      | 12.1943       | Передан Нидерландам в 1945 году, переименован в «Пит Хейн». Списан в 1961 году.                                                        |
| G03           | Шак (англ. Shark)            | Верфь «Скоттс», Гринок                     | 5.11.1941  | 1.6.1943       | 11.3.1944     | Передан Норвегии в 1944 году, переименован в «Свеннер». Потоплен немецкими торпедными катерами у побережья Нормандии 6 июня 1944 года. |
| G26           | Саксес (англ. Success)       | Верфь «Дж. Сэмуэл Уайт», Ист-Каус          | 25.2.1942  | 3.4.1943       | 6.9.1943      | Передан Норвегии в 1943 году, переименован в «Сторд». Списан в 1957 году.                                                              |
| G46           | Свифт (англ. Swift)          | Верфь «Дж. Сэмуэл Уайт», Ист-Каус          | 12.6.1942  | 15.6.1943      | 12.12.1943    | Затонул после подрыва на мине у побережья Нормандии 24 июня 1944 года                                                                  |
| Подтип T      |                              |                                            |            |                |               | |
| R23 F23       | Тизе (англ. Teazer)          | Верфь «Кэммел Лэрд», Биркенхед             | 20.10.1941 | 7.1.1943       | 13.9.1943     | Разобран в 1965 году. |
| R45 F44       | Тенейшес (англ. Tenacious)   | Верфь «Кэммел Лэрд», Биркенхед             | 3.12.1941  | 24.3.1943      | 30.10.1943    | Разобран в 1965 году. |
| R89 F189      | Тамегант (англ. Termagant)   | Верфь «Уильям Денни энд бразес», Дамбартон | 25.11.1941 | 22.3.1943      | 18.10.1943    | Разобран в 1965 году. |
| R33 F19       | Тепсихор (англ. Terpsichore) | Верфь «Уильям Денни энд бразес», Дамбартон | 25.11.1941 | 17.6.1943      | 20.1.1944     | Разобран в 1966 году. |
| R00 F09       | Трубридж (англ. Troubridge)  | Верфь «Джон Браун», Клайдбанк              | 10.11.1941 | 23.9.1942      | 8.3.1943      | Разобран в 1970 году. |
| R11 F121      | Тюмалт (англ. Tumult)        | Верфь «Джон Браун», Клайдбанк              | 16.11.1941 | 9.11.1942      | 2.4.1943      | Разобран в 1965 году. |
| R56 F156      | Таскан (англ. Tuscan)        | Верфь «Суон Хантер», Уоллсенд              | 6.9.1941   | 28.5.1942      | 11.3.1943     | Разобран в 1966 году. |
| R67 F67       | Тириан (англ. Tyrian)        | Верфь «Суон Хантер», Уоллсенд              | 15.10.1941 | 27.7.1942      | 7.4.1943      | Разобран в 1965 году. |

## Оценка проекта
Как союзники с 1941 года Соединенных Штатов, британские офицеры имели возможность ознакомиться с американскими кораблями, и с типом «Бэнсон», и, естественно, сравнить с новыми чрезвычайным эсминцами. Военно-морской разведывательный дивизион (NID) распространил сравнение нового типа S и USS Wilkes (DD-441). Оба корабля были сравнимы по водоизмещению (1650 дл. тонн стандартное и 2383 дл. тонн для эсминца США, 1650 дл. тонн и 2430 дл. тонн для англичанина), корабль США будучи немного короче (341 ft (103,94 м) против 348 ft (106 м) по ватерлинии) и шире {36 ft (11 м) против 35 ft 8in (10,85 м)}, сидел чуть глубже (13 ft 4in vs 12 ft).
У эсминца США, сильно заливало верхней палубу в плохую погоду. Каждый корабль имел по четыре орудия главного калибра (универсальные в случае США). Ранее британцы неправильно предполагали, что четырёхпушечный корабль США имел слабую лёгкую зенитную батарею (десять полдюймовых пулемётов) по сравнению с стабилизированным двухствольным Bofors и Эрликонами на британских кораблях. На самом деле корабли США строились либо с пятью пушками (и шесть пулемётов) или с четырьмя пушками и несколькими «Бофорсами» и «Эрликонами». Два пятитрубных торпедных аппарата на американце смотрелись более внушительно по сравнению с одним четырёхтрубным на англичанине, но на самом деле S, как правило, получали все восемь труб, а на американцах один аппарат снимали. Корабль США перевозил двадцать пять глубинных бомб по сравнению с шестьюдесятью пятью (первоначально семьдесят) британского эсминца.
Корабль США имел более мощную силовую установку (50 000 л. с. на 370 оборотах в минуту против 40 000 л. с. на 350 оборотах в минуту) и был немного быстрее (35 узлов проектных, 33,8 узла на службе). На американском корабле меньше нефти (456 тонн против 615 тонн) и меньшая дальность: 3430 миль против 4700 миль на 20 узлах (у американского корабля практическая дальность, у англичанина с чистым днищем — в совместной службе разница была меньше).